# Domkerk Sint-Erik
De Domkerk Sint-Erik (Zweeds: Sankt Eriks katolska domkyrka) is de rooms-katholieke kathedraal van het bisdom Stockholm in het stadsdeel Södermalm van de Zweedse hoofdstad Stockholm. De kerk bestaat uit een neoromaanse bouw uit 1892 en een daaraan toegevoegde nieuwbouw uit 1983. De kerk draagt het patrocinium van sint Erik, de als heilige en martelaar vereerde koning die de kerstening van Zweden in de 12e eeuw voltooide.

## Geschiedenis

De vlag van de katholieke kathedraal volgt het patroon van de Zweedse vlag in de kleuren van het Vaticaan

Na de invoering van de lutherse staatsgodsdienst in Zweden in de 16e eeuw bestond er voor de katholieken een streng verbod op religieuze samenkomsten. Langzaam en stapsgewijs werden de regels verlicht en vanaf 1781 werd het eerst aan katholieke buitenlanders toegestaan hun religie uit te oefenen. Er woonden in die jaren slechts een paar duizend katholieken in de hoofdstad, meestal van Duitse maar ook van Franse en Italiaanse herkomst. Met de benoeming van de Franse abt Nicholas Oster door paus Pius VI als vicaris van Zweden op verzoek van de Zweedse koning kon er weer gewerkt worden aan het herstel van de katholieke structuren in Zweden. Het zou echter nog tot 1837 duren vooraleer de eerste rooms-katholieke kerk in Stockholm kon worden gebouwd: de Sint-Eugeniakerk.
Na de inwijding van de Sint-Erikkerk in 1892 en de oprichting van het bisdom Stockholm in 1953 werd de Sint-Erikkerk tot kathedraal verheven.
In de daaropvolgende decennia begon de katholieke gemeenschap van Zweden door immigratie snel te groeien. Ten slotte werd ook de bisschopskerk te klein voor het aantal gelovigen en in 1976 begon de ver- en uitbouw van het huis voor de zusters en geestelijken. De verkoop van een stuk land en steun uit o.a. Duitsland leverde ten slotte de financiële middelen op voor de vergroting van de kerk. De nieuwbouw werd door Hans Westman en Ylva Lenormand ontworpen en op 25 maart 1983 ingewijd.

## Architectuur

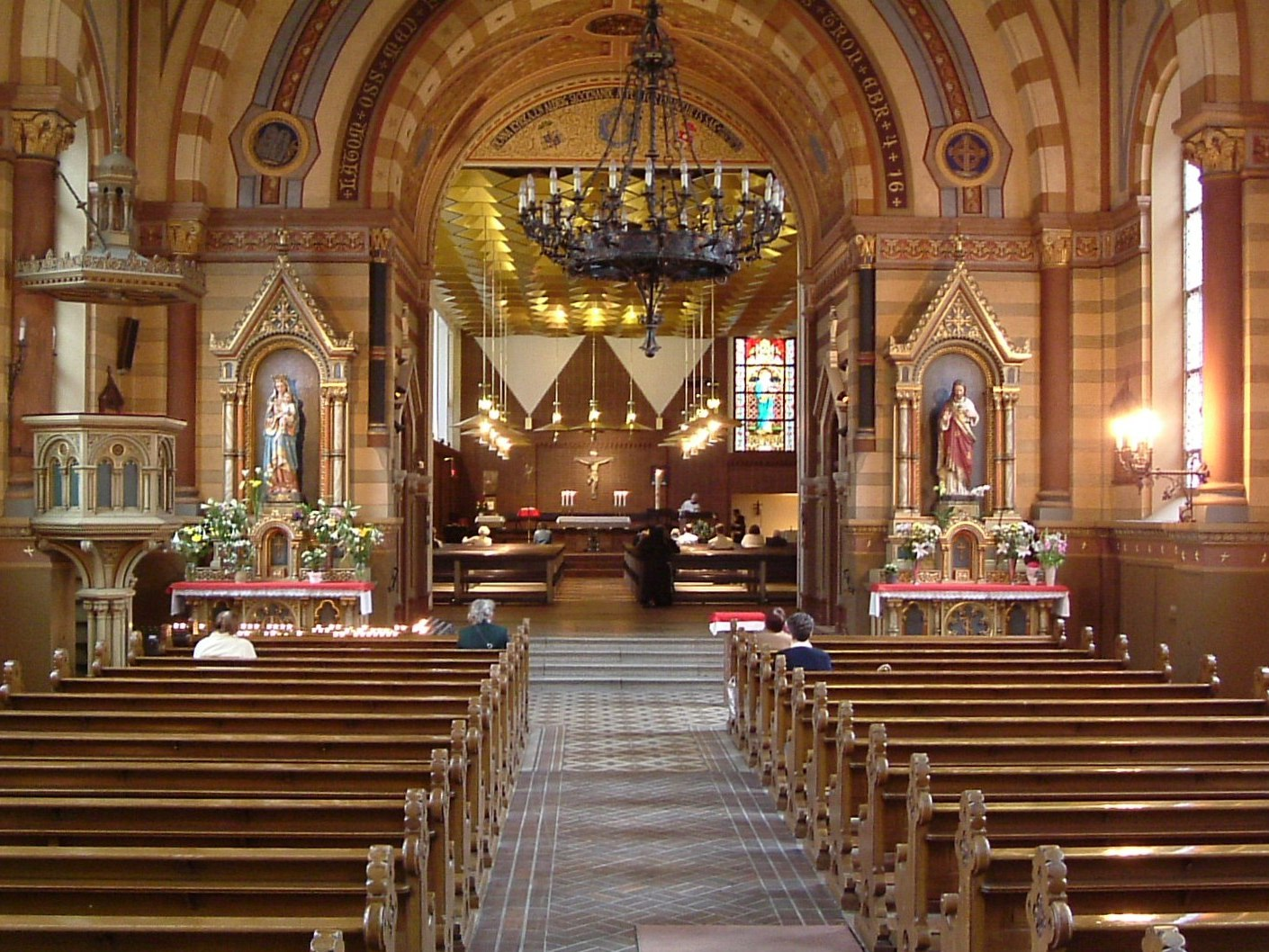
Interieur

Het 19e-eeuwse deel van de Sint-Erikkerk toont romaanse en byzantijnse stijlvormen van de late 19e eeuw. Het uiterlijk is bewust bescheiden, onopvallend en weinig onderscheidend uitgevoerd. De kerk kreeg geen grote klokkentoren en aan het portaal en slechts aan de flankerende torentjes, het roosventer en het kruis op de gevel was te zien dat het een kerkgebouw betreft.
De neoromaanse inrichting is nog geheel oorspronkelijk en toont in kleur, decoratie en beelden de mode van die tijd. Het koor en de apsis werden bij de nieuwbouw in de jaren 1980 afgebroken, zodat het oude en nieuwe deel samen, maar ook afzonderlijk, kunnen worden gebruikt.
Het moderne deel van de kathedraal werd geïntegreerd in een multifunctioneel diocesaan pastoraal centrum. De vierkante bouw met een plat dak draagt een 27 meter hoge klokkentoren van beton.